# Oliveirinha
Oliveirinha ist eine Gemeinde (Freguesia) im portugiesischen Kreis Aveiro. In ihr leben 4675 Einwohner (Stand 19. April 2021).